# Assemblea nazionale (Niger)
L'Assemblea Nazionale (in francese Assemblée Nationale) è il parlamento monocamerale del Niger.
Le sue funzioni sono disciplinate dal Titolo IV della Costituzione (artt. 83 ss.).

## Caratteristiche
L'assemblea è eletta a suffragio universale diretto per un mandato di 5 anni.
La legge fissa a 171 il numero dei suoi componenti: 158 sono eletti mediante sistema proporzionale, all'interno di 8 circoscrizioni plurinominali ordinarie (corrispondenti alle 7 regioni e alla capitale Niamey); 13 mediante sistema uninominale a doppio turno, all'interno di altrettante circoscrizioni speciali (8 assegnate alle minoranze nazionali e 5 ai nigerini all'estero).